# Анаксимен Лампсакски
Анаксимен из Лампсака (стгрч. ΑναξιμενηςΑναξιμενης; око 380. п. н. е., Лампсак - 320. п. н. е.) - старогрчки реторичар и историчар. Био је учитељ реторике на двору Филипа II Македонског, а предавао је беседништво Александру Великом. Анаксимен поседује дела о историји владавине Филипа II и Александра Великог, од којих су сачувани мали одломци. Анаксимен је вероватно аутор једног од најстаријих уџбеника беседништва Реторика за Александра, који је традиционално укључен у Цорпус Аристотелицум.
Анаксимен је критиковао теорију беседништва чувеног атинског беседника Исократа и његовог следбеника Теопомпа. Написавши у његово име у свом стилу сатирични есеј „Триглав“, у коме је за државно пропадање Грчке окривио Атину, Спарту и Тебу и, дистрибуирајући га, приморао Теопомпа да напусти Грчку како би избегао прогон.

## Инциденти из Анаксименовог живота
Једног дана, Диоген је дошао на предавање код Анаксимена из Лампсака, сео у задње редове, извадио рибу из торбе и подигао је изнад главе. Прво се један слушалац окренуо и почео да гледа рибу, затим други, па скоро сви. Анаксимен је био огорчен: „Упропастио си ми предавање!“ „Али колико вреди предавање“, рекао је Диоген, „ако нека усољена риба поремети твоје размишљање?“
Диоген је, видевши како Анаксименови робови носе бројне ствари, упитао коме припадају. Када су му одговорили да је то Анаксименово, он је био огорчен: „А није ли срамота за њега, поседујући такву имовину, да се не овлада?
Анаксимен из Лампсака био је прилично гојазан. Једног дана му је пришао Диоген и рекао: „Дај нама просјацима мало свог стомака. Тиме ћете олакшати себи и помоћи нама.”
Када су се трупе Александра Великог приближиле Лампсаку, становници града нису отворили капије, а Александар Велики је наредио да се на град јуриша и опљачка. Тада је Анаксимен отишао у непријатељски логор. Александар Велики, видевши свог учитеља и слутећи да ће га сада молити за милост, узвикнуо је: „Кунем се да овога пута нећу подлећи вашим убеђивањима и реторичким триковима и нећу испунити вашу молбу! Тада је Анаксимен одговорио: „О Александре, молим те, ухвати и уништи Лампсак!" Да не би прекршио заклетву, Александар је морао да напусти град и повуче своје трупе.